# Кожанов, Василий Иванович
Василий Иванович Кожанов (1904—1988) — советский военачальник, участник Великой Отечественной войны, гвардии генерал-майор (5.05.1945), Герой Советского Союза (19.04.1945).

## Молодость
Василий Кожанов родился 22 марта 1904 года в селе Верхнекизильское (ныне — Агаповский район Челябинской области). В 1916 году окончил 4 класса школы. В 1918 году окончил 2 класса начального училища в городе Белорецк. Спасаясь от Гражданской войны, с семьёй добрался до Китая, где жил в городе Чугучак, но затем вернулся в Россию.

## Довоенная служба
В январе 1921 года вступил добровольцем на службу в Рабоче-крестьянскую Красную Армию. Учился на 21-х Сибирских пехотных курсах в Семипалатинске, а когда осенью 1922 года они были расформированы, был переведён для продолжения обучения в Омск. В 1924 году окончил 24-ю Омскую пехотную школу командного состава РККА. С сентября 1924 года служил в 56-й Московской стрелковой дивизии Ленинградского военного округа: командир стрелкового взвода, командир взвода полковой школы, с 1928 — политрук роты, ответственный секретарь партийного бюро полка, с февраля 1931 — командир стрелковой роты, с января 1932 — командир танковой роты и учебной роты в танковом батальоне дивизии. Во время службы в этой дивизии окончил Военно-политические курсы имени Ф. Энгельса в Ленинграде в 1928 году, а в 1925 году вступил в ВКП(б).
С ноября 1933 года служил командиром роты и начальником полковой школы 29-го стрелкового полка 10-й стрелковой дивизии. С мая 1936 года — руководитель учебной группы и преподаватель учебного центра Северного военного комиссариата в Архангельске.
В июне 1937 года уволен из РККА. Однако арестован не был, уехал в Барнаул и поступил на работу экономистом-плановиком в промотдел городского райисполкома. С июня 1939 года работал на городском элеваторе.
В декабре 1939 года был восстановлен в Красной армии и назначен командиром батальона 693-го стрелкового полка 178-й стрелковой дивизии Сибирского военного округа (Барнаул). Там его застало начало войны.

## Великая Отечественная война
В начале Великой Отечественной войны 178-я стрелковая дивизия вошла в состав сформированной в Сибирском военном округе 24-й армии и 29 июня начала погрузку в эшелоны. В июле 1941 года прибыл на фронт. В составе Резервного фронта участвовал в Смоленском оборонительном сражении. Там на фронте в августе 1941 года майор Кожанов принял в боевой обстановке командование 693-м стрелковым полком этой дивизии и затем был утверждён в должности. 3 сентября дивизию передали в 29-ю армию Западного фронта. В начале немецкого генерального наступления на Москву в ходе Вяземской оборонительной операции дивизия избежала окружения и сдерживала немецкое наступление на Ржевском направлении. Участвовал в Калининской оборонительной операции (полк отличился при обороне города Торжок), в Калининской и Ржевско-Вяземской наступательных операциях.
С 11 марта 1942 года командовал 1196-м стрелковым полком 359-й стрелковой дивизии 30-й армии Калининского фронта (с августа — Западного фронта). Участвовал в тяжелых оборонительных и наступательных операциях на Ржевском направлении. С февраля 1943 года — заместитель командира 220-й стрелковой дивизии, с которой участвовал в Ржевско-Вяземской наступательной операции 1943 года. В июне отозван с фронта для учёбы. В 1944 году окончил ускоренный курс Высшей военной академии имени К. Е. Ворошилова.
С 8 мая 1944 года до конца войны гвардии полковник Василий Кожанов командовал 91-й гвардейской стрелковой дивизией (39-й армии, 3-го Белорусского фронта). Под его руководством она успешно вела боевые действия в ходе Белорусской наступательной операции, где прорвала немецкий укреплённый район южнее Витебска, с ходу форсировала реку Дубиса, отличилась при освобождении города Каунас. Затем участвовал в Мемельской и Гумбиннен-Гольдапской наступательных операциях.
Командир 91-й гвардейской стрелковой дивизии (5-й гвардейский стрелковый корпус, 39-я армия, 3-й Белорусский фронт) гвардии полковник В. И. Кожанов проявил исключительный героизм в ходе Восточно-Прусской стратегической наступательной операции. На её первом этапе, в Инстербургско-Кёнигсбергской фронтовой операции, дивизия Кожанова прошла за январь 1945 года с боями 176 километров через сплошные оборонительные рубежи, освободив 343 населённых пункта и уничтожив свыше 3000 немецких солдат и офицеров. Ею были с боем форсированы реки Инстер и Дайме. 2 февраля дивизия овладела городом Гермау в Восточной Пруссии, перерезав дороги в город-порт Пиллау, и тем самым первой из советских частей вышла к Балтийскому морю западнее Кёнигсберга. Но там она была окружена превосходящими силами противника. До 11 февраля дивизия вела бой в полном окружении, после чего по приказу командования прорвалась к основным силам армии. С 6 по 9 апреля 1945 года дивизия участвовала в штурме Кёнигсберга, где прорвала несколько рубежей обороны и перерезала пути сообщения немецких войск в Кёнигсберге от группировки на Земландском полуострове.
Указом Президиума Верховного Совета СССР от 19 апреля 1945 года гвардии полковнику Василию Ивановичу Кожанову было присвоено звание Героя Советского Союза с вручением ордена Ленина и медали «Золотая Звезда».
В апреле во главе дивизии участвовал в Земландской наступательной операции. С мая 1945 года дивизия вместе со всей 39-й армией начала переброску на Дальний Восток. Там она вошла в состав Забайкальского фронта и в августе 1945 года участвовала в советско-японской войне. В ходе Хингано-Мукденской наступательной операции части дивизии прорвали один за другим 2 укрепрайона Квантунской армии на манчжурско-монгольской границе, форсировали реку Урленгуй-Гол, преодолели Большой Хинганский хребет и дошли с боями до Мукдена. Оттуда дивизия маршем прошла ещё несколько сотен километров и 1 сентября вступила в город Порт-Артур.
За полтора года войны под его командованием 91-я гвардейская стрелковая дивизия была удостоена почётного наименования «Хинганская» (20.09.1945), награждена орденами Ленина (19.02.1945), Красного Знамени (2.07.1944), Суворова 2-й степени (12.08.1944).

## Послевоенная биография
После окончания войны Кожанов продолжил службу в Советской армии, командуя дивизией в Порт-Артуре (осенью 1945 года она вошла в подчинение Приморского военного округа). С июня 1946 — заместитель командующего войсками 39-й армии по гражданской администрации и военный комендант города Дальний. С июля 1947 — заместитель командира 72-го стрелкового корпуса. С июня 1949 по октябрь 1951 — начальник окружных Объединённых курсов усовершенствования офицерского состава Приморского военного округа (Г. Ворошилов). В 1952 году окончил Высшие академические курсы при Высшей военной академии имени К. Е. Ворошилова, после чего вернулся на прежнюю должность. С декабря 1953 года служил старшим преподавателем в Высшей военной академии имени К. Е. Ворошилова (с 1958 — Военная академия Генерального штаба). В октябре 1959 года генерал-майор В. И. Кожанов уволен в отставку по болезни.
Проживал в Москве. Активно работал в обществе «Знание», опубликовал ряд методических и исследовательских работ. Умер 24 ноября 1988 года.

## Воинские звания
- капитан (январь 1936);
- майор (10.12.1940);
- подполковник (январь 1942);
- полковник (31.03.1943);
- генерал-майор (5.05.1945).

## Награды
- Герой Советского Союза (19.04.1945)[8]
- два ордена Ленина (19.04.1945, 20.06.1949)
- три ордена Красного Знамени (3.11.1944, 8.11.1944, 5.11.1954)
- ордена Суворова 2-й (4.07.1944) и 3-й (12.02.1943) степеней
- орден Кутузова 2-й степени (31.08.1945)
- орден Отечественной войны 1-й степени (11.03.1985)
- медаль «За отвагу» (20.06.1942)
- Ряд медалей СССР
- Медаль «60 лет Вооруженным силам МНР» (МНР, 1985)[9]

## Память
- Почётный гражданин городов Шяуляй и Расейняй в Литве.
- В советское время имя В. И. Кожанова было присвоено одной из школ Расейняйского района Литовской ССР.

## Сочинения
- Кожанов В. И. Героизм трудящихся г. Москвы и Октябрьского района во время Вооруженного восстания 1905 г., в годы Великой Отечественной войны и в наши дни. — Москва, 1965.
- Кожанов В. И. Великие патриотические традиции советского народа. — Москва, 1965.
- Кожанов В. И. Боевые и трудовые подвиги москвичей в Великой Отечественной войне. — Москва: Изд-во ДОСААФ, 1975.
- Кожанов В. И. Героизм москвичей в годы гражданской войны и иностранной интервенции. — Москва, 1966.
- Кожанов В. И. Женщины Москвы в бою и труде. — Москва, 1966.
- Кожанов В. И. Их юность и детство прошли в борьбе. — Москва, 1967.
- Кожанов В. И. В. И. Ленин о воспитании молодежи на революционных, боевых и трудовых традициях. — Москва, 1969.
- Кожанов В. И. Организация и проведение уроков мужества. — Москва, 1971.
- Кожанов В. И. Участие молодежи в Октябрьской революции. — Москва, 1977.
- Кожанов В. И. Учиться мужеству. — Москва, 1979.